# 汪皇后
汪皇后（おうこうごう）は、明の景泰帝の廃皇后。

## 生涯
金吾衛三品指揮使であった汪泉の孫娘。正統年間、郕王朱祁鈺（後の景泰帝）の邸に入り、正室となった。2人の女子を産んだ。土木の変により景泰帝が即位すると、皇后になった。父の汪英は正一品都督に封じられた。
気性の激しい女性だったといわれるが、しかし良妻として名高い。景泰3年（1452年）、景泰帝は甥の皇太子朱見深（後の成化帝）を廃すと、実子の朱見済を皇太子に立てようと図った。汪皇后はそれに反対したが、景泰帝は激怒して汪氏を廃し、代わって杭氏（朱見済の母）を皇后に立てた（景泰年間に崩じた）。奪門の変後、汪氏は郕王妃に降格した。
正徳元年12月23日（1507年1月5日）、薨去した。王鏊の建議により、妃の礼で葬られ、皇后の礼で祭祀された。また、貞恵安和景皇后という簡素な諡号が贈られた。南明において弘光元年（1645年）、孝淵粛懿貞恵安和輔天恭聖景皇后の諡号に改められた。

## 子女
- 固安公主
- 公主